# Herefryt
Herefryt (Herefrith, Hereferd; żył na przełomie VIII i IX wieku) – średniowieczny biskup Winchesteru.
Wiadomo, że Herefryt został wyznaczony na biskupa Winchester przed 825 rokiem. Kronika anglosaska odnotowała również datę jego śmierci: 833 rok. To jednak jedyne informacje na temat tego biskupa. Jego następcą został biskup Edmund. 